# Fehlernährung
Von Fehlernährung spricht man, wenn die Bestandteile der Nahrung so zusammengesetzt sind, dass es auf Dauer zu einer Abweichung von einem definierten Sollwert (Erfordernis oder Erwartung) kommt. Solche Sollwerte wären beispielsweise und wahlweise Wohlbefinden, gesundheitliche Stabilität, Regeneration, Körperwachstum, Überleben, religionsbedingte Speise- oder Fastengebote, Schönheitsideal, Idealgewicht, Sollgewicht, Kampfgewicht und andere mehr.
In Anlehnung an das Minimumgesetz der Pflanzen benötigt jeder Organismus zum Überleben eine seiner Lebensphase entsprechende ausgewogene Zufuhr von Wasser, Nährstoffen (beispielsweise Stärke, Zucker, Fette) sowie sonstige lebensnotwendige Stoffe (die der Körper selbst nicht synthetisieren kann) sowie eine Abwesenheit von Giftstoffen und Radioaktivität in der Nahrung. Ständige oder regelmäßige Fehlernährung ist meist verbunden mit einem Mangel oder einer Überversorgung an diesen Nahrungsbestandteilen und kann zu gesundheitlichen Beeinträchtigungen oder zum vorzeitigen Tod führen.
Von diesem Oberbegriff werden einige Sonderformen abgeleitet und mit ihm gelegentlich gleichgesetzt, wobei natürlich auch Mischformen möglich sind:
- Mangelernährung (= malnutrition) als Fehlernährung aufgrund von Mängeln einzelner oder aller lebensnotwendiger Nahrungsbestandteile oder die Ernährung nicht den körperlichen Bedürfnissen entsprechend der Aktivität und Entwicklung des Organismus entspricht, beispielsweise Mangel an Protein, Vitaminen oder gewisser essentieller Spurenelemente.
- Unterernährung (= undernutrition) als jene Fehlernährung, die zu einer negativen Energiebilanz führt, also die (abgesehen von der Masse der Nahrung und Ausscheidungsprodukte) zu einer Verringerung des Körpergewichts des Organismus und zu Nahrungsdeprivation führt; die Folge kann je nach Ausgangslage das Normalgewicht oder Untergewicht sein. Grundsätzlich kommt es zu einer Gewichtsreduktion, wenn dem Körper beim Stoffwechsel weniger Energie oder Substanzen in Form von Nahrung zugeführt werden als durch Grundumsatz und körperliche Aktivität verbraucht werden oder wenn die Nährstoffe schneller ausgeschieden werden, als sie ersetzt werden können[1] und dadurch eine negative Energiebilanz entsteht.
- Überernährung als Fehlernährung, die zu einer positiven Energiebilanz oder zu einer Erhöhung des Körpergewichts oder Übergewicht führt;
- eine Falschernährung erfordert, dass eine „richtige“ Ernährung allgemein oder individuell bekannt ist und diese „richtige Ernährung“ als Sollwert vom Individuum wissentlich oder unwissentlich nicht erreicht wird.
- Unterversorgung, wenn der Körper die notwendigen Nahrungsbestandteile nicht aufnehmen oder verwerten kann, oder dies als Folge einer Nahrungsmittelunverträglichkeit eintritt. Dazu gehört auch als Art der Fehlernährung die Dehydratation, also der unzureichende Flüssigkeitsausgleich bei krankheitsbedingtem oder durch Körperausdünstungen (z. B. beim Schwitzen) zustande gekommenem Flüssigkeitsverlust. Eine Dehydratation kann zum Schlaganfall oder zu Blutarmut und damit zum Tode führen.
- Deren Gegenteil, die Überversorgung betrifft neben normalen Nahrungsbestandteilen eher Giftstoffe, die zu einer akuten oder chronischen Vergiftung führen können.

Nach einer Definition in medizinischer Fachliteratur ist Fehlernährung „ein Ernährungszustand, bei dem Mangel oder Exzess von Energie, Eiweißen oder anderen Nährstoffen messbare unerwünschte Effekte auf die Form der Gewebe und des Organismus (…), auf ihre Funktion und auf den klinischen Verlauf haben.“ Außerdem wird dabei exogene Fehlernährung, durch die Nahrung, und Endogene Fehlernährung einzelner Zellen unterschieden.

## Spezifische Mangelernährung
Ein Vitaminmangel ist in Deutschland heute sehr selten, dagegen kommt Eisenmangel häufiger vor. Jodmangel kann zu einem Kropf führen.
Ältere Menschen haben ein höheres Risiko, an Fehlernährung zu leiden, vor allem, wenn sie als Singles oder in sozialer Isolation allein leben oder in Alten- oder Pflegeheimen untergebracht sind. Vor allem bei mangelernährten dieser Gruppen ist nicht immer eindeutig, ob es sich um Unterernährung oder Fehlernährung handelt. Diesen Missständen kann durch Schulung und Aufklärung der Betroffenen bzw. des Pflegepersonals / der Heimleitung über das Missverhältnis zwischen Nährstoffzufuhr und Nährstoffbedarf entgegengewirkt werden.
Auch arme oder obdachlose Menschen leiden teilweise an Fehlernährung bzw. Vitaminmangel. So stellte eine Studie der Universität Bonn im Jahr 2007 ein erhöhtes Auftreten von Übergewicht durch falsche und unausgewogene Nahrung bei Kindern fest, deren Eltern ALG II (Hartz IV) beziehen, und beziffert die Kosten einer ausgewogenen Ernährung eines Jugendlichen etwa doppelt so hoch wie der im ALG II-Satz vorgesehene tägliche Betrag für Ernährung.
Ein nicht auf Obdachlose beschränktes Problem ist der übermäßige Verzehr von Fertiggerichten, Junkfood-, Fastfood- und Street-Food-Gerichten. So enthalten die meisten Fastfood-Gerichte durch ihre Zusammensetzung ohnehin wenige Vitamine, außerdem werden sie mit großer Hitze zubereitet, welche überdies Vitamine zerstört. Eine Problematik bei Fertiggerichten ist die, dass sie für lange Lagerfähigkeit optimiert sind und über diesen Zeitraum Vitamine natürlich zerstört werden oder bereits bei der Herstellung verloren gingen.
Der Verzehr von großen Mengen an enthülstem und poliertem Reis kann die Vitamin-B1-Mangelkrankheit Beri-Beri auslösen. Dies trifft häufig Menschen in Dritte-Welt-Ländern und im asiatischen Raum, deren Nahrung überwiegend aus solchem Reis besteht, kann aber auch durch einseitige Ernährung mit stark ausgemahlenem Mehl („Weißmehl“) hervorgerufen werden. Der Verzehr von rohem Fisch kann zu einem Mangel an Thiamin führen, da er ein Enzym enthalten kann, das dieses Vitamin zerstört. Somit ist dies auch ein Problem für Menschen im asiatischen Raum, da dort Rohfisch Teil des Speiseplanes ist.
Ein Beispiel für weit verbreitete Mangelernährung ist die Durchführung von Diäten, ohne ärztliche Anordnung oder Kontrolle, zur vermeintlichen Förderung der Gesundheit bzw. Gewichtsabnahme. Die Vielfalt der Diäten ist sehr groß, die vegane Rohkost oder 80/10/10-Diät sind strikte Beispiele davon. Das Krankheitsbild an dem die Menschen leiden, nennt sich Orthorexie. Je nach Art der Diät treten auch unterschiedliche Hypovitaminosen in unterschiedlicher Intensität auf.
Fehlernährung (qualitative Mangelernährung) bedeutet auch eine Unterversorgung mit Vitaminen- und Mineralstoffen. Bei Kindern erfolgt eine verzögerte körperliche und geistige Entwicklung, die irreparabel sein kann. Häufig essen Fehlernährte zu wenig Obst und Gemüse (enthält Vitamine), Milchprodukte (enthalten Calcium), Seefisch (enthält Jod) und Vollkornbrot, Hülsenfrüchte und Kartoffeln (enthalten Ballaststoffe).
Besonders bequeme Menschen oder solche unter Zeitdruck neigen zu Fehlernährung mit Dosen- oder Fertiggerichten unter Verzicht auf rohes Gemüse und Obst und verzichten unbewusst auf ausgewogene Ernährung, wenn sie fehlende Nahrungsbestandteile nicht anderweitig ausgleichen. Fehlernährung kann zu häufigen Infekten (Schnupfen, Erkältungen usw.), zu Verstopfung, zu Jodmangel und Knochenentkalkung (Osteoporose) führen.

## Generelle Mangelernährung oder Unterernährung

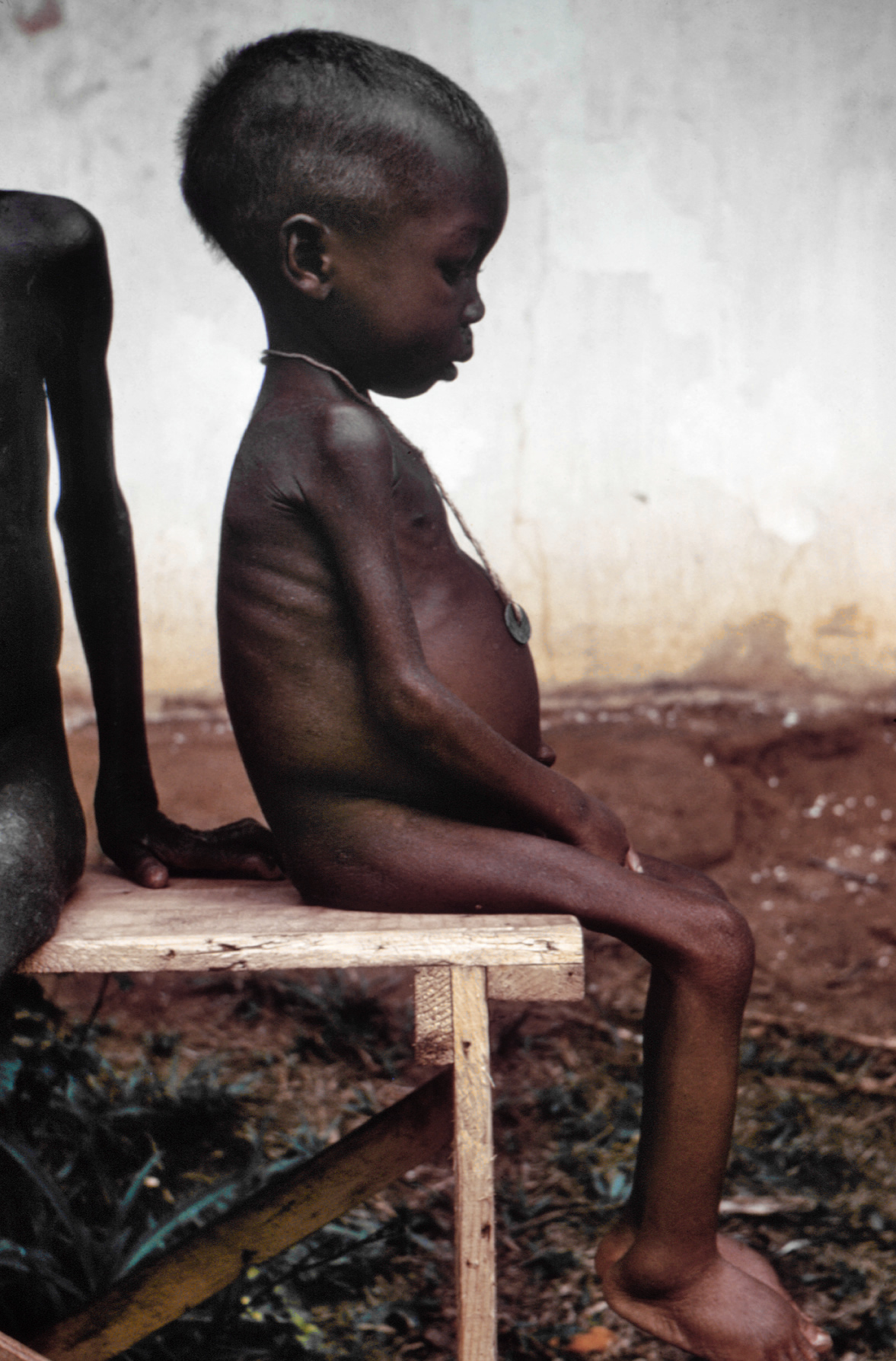
Kind mit einer Mischform aus Kwashiorkor und Marasmus

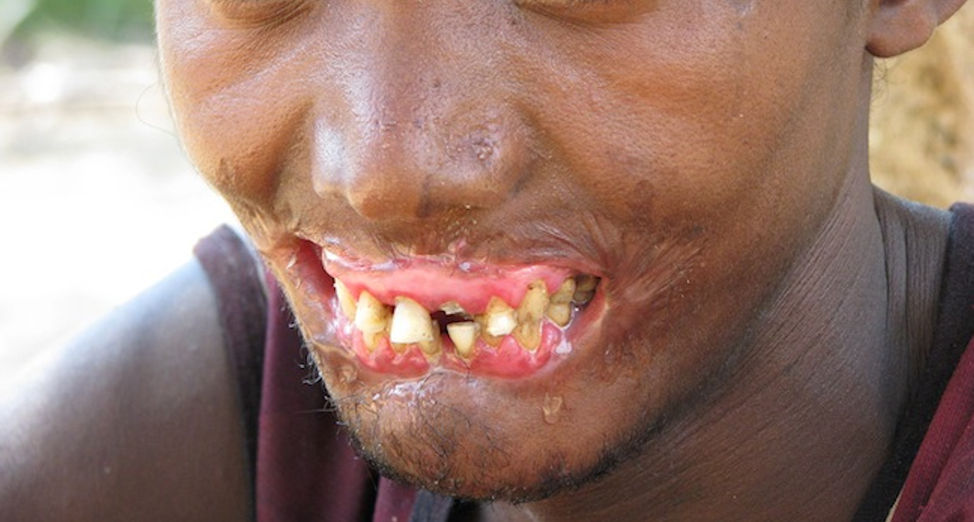
Jugendlicher nach einer Noma-Erkrankung

Die WHO definiert eine Unterernährung ab einem Body Mass Index unter 18,5. Die WHO verwendet aber die Begriffe Mangelernährung und Unterernährung teilweise als Synonyme. Bei Unterernährung wird der Energiebedarf der Menschen durch die Nahrung nicht gedeckt. Viele Faktoren können einen Nährstoffverlust beschleunigen, z. B. Durchfall, schwere Darmstörungen, Verbrennungen, übermäßiges Schwitzen, starke Blutungen (Hämorrhagie) oder eine Nierenfunktionsstörung. Durch Krankheiten, übertriebene Diäten, schwere Verletzungen, langwierige Krankenhausaufenthalte oder Drogen- und Alkoholmissbrauch kann die Nährstoffzufuhr ebenfalls eingeschränkt werden.
Zu den allgemeinen Symptomen von Unterernährung gehören Müdigkeit, Schwindelgefühl und ungewollter Gewichtsverlust.
Hunger war im Mittelalter so weit verbreitet, dass er neben Krieg, Pestilenz und Tod als einer der „vier Apokalyptischen Reiter“ galt. Hungersnöte kommen in Industrieländern heute praktisch nicht mehr vor, aber weiterhin in Entwicklungsländern. Dort sind Menschen häufig aus Mangel an Nahrungsmitteln unterernährt oder aus Unkenntnis über die optimale Nahrungszusammensetzung mangelernährt. Nach Schätzungen der Weltgesundheitsorganisation WHO sind rund ein Viertel aller Kinder unter fünf Jahren unterernährt. Unterernährung kann, besonders im Kindesalter, zum Zurückbleiben in der körperlichen und geistigen Entwicklung (Retardierung), zu schweren Krankheiten wie beispielsweise Dystrophie, Kwashiorkor (Hungerödeme, Hungerbauch), Marasmus (Auszehrung nach Abbau aller Energie- und Eiweißreserven), Noma (Gewebszersetzung) und in der Folge meist zum Tod führen. Damit einhergehend leiden Betroffene meist unter Eiweiß-, Fett-, Vitamin- und Mineralmangel.
Als Faustformel für Unterernährung gelten der Body-Mass-Index und die Leitlinien der Deutschen Gesellschaft für Ernährungsmedizin (DGEM). Bei der Flüssigkeitszufuhr kann man sich nach folgenden Leitlinien richten: Der tägliche Normalbedarf eines Menschen beträgt 25 ml/kg. In südlichen Ländern, schwerer körperlicher Arbeit bzw. bei Leistungssportlern sind jeweils 5 ml/kg zusätzlich zu veranschlagen.
Daneben kommt Unterernährung in den Industrieländern eher infolge psychischer Essstörungen wie beispielsweise (Anorexia nervosa oder Bulimia nervosa) vor.
Während einer Fasten- oder Hungerzeit kommt es zu einer gewissen Anpassung an den Nährstoffmangel. Diesen Vorgang nennt man Hungeradaption. Der Stoffwechselumsatz kann sich auf etwa 50 Prozent reduzieren. Herzfrequenz, Blutdruck und Körpertemperatur sinken, ein extremes Beispiel ist der Winterschlaf bei Tieren. Der restliche Energiebedarf wird durch Ketonkörper gedeckt. Der Insulinspiegel fällt ab. Durch den Nahrungsmangel bzw. Nährstoffmangel stellt sich der Stoffwechsel auf Katabolismus um. Nach etwa acht bis zehn Tagen wird der Grundumsatz gesenkt und das Stoffwechselgeschehen verlangsamt sich. Der Körper muss bei Nahrungsentzug die notwendige Energie zum Erhalt wichtiger Körperfunktionen aus seinen Energiespeichern gewinnen. Nacheinander werden so zur Deckung des Energiebedarfs Energievorräte in Form von Kohlenhydraten (z. B. Glykogen), Fetten (z. B. subkutanes Fettgewebe) und letztlich auch Proteinen (z. B. Muskulatur) angegriffen. Die Folge des längeranhaltenden Nahrungsmangels ist die Auszehrung oder Inanition. Sie kann zum völligen Kräfteverfall führen, der auch Kachexie genannt wird.

### Essen von Erde gegen Hunger
Das Essen von Erde zum Stillen von Hunger ist eine besondere krasse Ernährungsform und Teil einer Fehlernährung (die beispielsweise zu Eisenmangel führen kann). Die Unfassbarkeit dieses Hungerphänomens führte vielfach zur Deutung und Einreihung als Gesundheitsstörung, wie sie als Pica-Syndrom beschrieben wird. Zur Klassifizierung als Pica-Syndrom ist notwendig, dass das Essverhalten keiner kulturbedingten Norm entspräche. Das Essen von Erde wird zwar auch gedeutet, dass damit Mineralstoffe aufgenommen werden sollen, als anscheinend wirksames Mittel gegen Hunger ist das Essen von Erde bei armen Bevölkerungsschichten jedoch weit verbreitet:

„„Der Hunger treibt auch viele dazu, Erde zu essen. In ganz Alabama, Mississippi, und North Carolina essen viele schwarze Frauen oft bis zu 50 Prozent – Lehm. Diese apathische und durch Anämie erschöpfte Frau führte mich zu dem Hang, wo sie gewöhnlich nach »Essen« grub, das sie mit ihrem Sohn teilte. »Ißt du Erde?« »Manchmal …« »Schmeckt sie gut?« »Ja.« (Überrascht) »Hast du nie welche gegessen?« […] »Wer ißt hier sonst noch Erde?« »Meine Mutter und meine Tante da oben in dem weißen Haus. Ich denke, alle.«““

Dreckkekse, geformt aus gelben Lehm der Hochebene, Salz und Pflanzenfett, seien in den Slums von Haiti seit dem Erdbeben von 2010 eine regelmäßige Mahlzeit geworden. Ursprünglich wurden sie als Kosmetikmittel (zum Peeling) und als Heilmittel angeboten, um Magensäure zu binden und für Kinder und Schwangere als Kalziumquelle. Auch verschiedene Videoreportagen zeigen Menschen, die Erdfladen gegen Hunger essen. Diesbezügliche Pressemitteilungen, Fotoreportagen und Filmberichte wurden von der in Deutschland und Haiti lebenden Filmemacherin Claudette Coulanges, einer gebürtigen Haitianerin, widersprochen „Ich kann mich an einige Frauen erinnern, vor allem Schwangere, die gelegentlich getrocknete Tonerde knabberten oder lutschten. Doch das hatte nichts mit Hunger zu tun.“ und „Völliger Unsinn, denn wer kann sich denn in einem Slum – ganz abgesehen von dem feuchtheißen Klima – Butter leisten?“
Anonymus, zitiert von Mizaél Poggioli: Armut in der Welt. Die verschiedenen Formen der Armut. Abgerufen am 1. Februar 2013 (1652 von einem Missionspriester aus Saint Quentin an Vinzenz von Paul geschrieben): „„Hier ist der Hunger so groß, dass man Menschen sieht, die Erde essen, Gras kauen, Bäume entrinden und sich die elenden Lumpen vom Leib reißen um sie zu verschlingen. Und, hätte man es nicht gesehen, man würde es nicht zu sagen wagen, weil es so entsetzlich ist: sie verzehren ihre eigenen Arme und Hände und sterben in diesem erbärmlichen Zustand““

### Steinsuppe
In Hungerszeiten kochten Menschen im Raum der dalmatinischen Adriainseln Steinsuppe; dazu wurden mit Algen und Muscheln bewachsene Steine aus dem Meer zu Suppe gekocht.

### Leder essen
Bei der 841 Tage andauernden Belagerung von Leningrad im Zweiten Weltkrieg kochten Menschen Leder zu Leim, den sie verzehrten. Überdies wurden mehr als 1.000 Fälle von Kannibalismus registriert.

### Streckungsmittel für Brotmehl
In Hungerszeiten (oder auch wegen Betrugs) wurde Brotmehl mit Sägemehl, Baumrinde, Rüben, Stroh, Kleie oder Mehl aus Kastanien oder Eicheln gestreckt.

## Überernährung
Völlerei sowie medizinische Esssucht wie Bulimia nervosa und Binge Eating können zu Überernährung führen (siehe Überversorgung).

## Chronische Vergiftungen

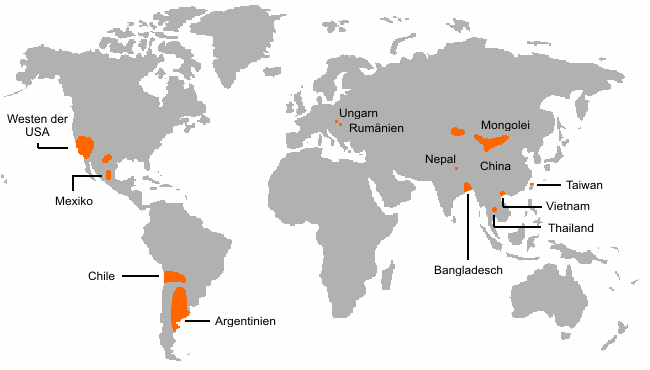
Arsen im Grundwasser: Risikogebiete weltweit

Häufig im Nahbereich von Erzaufbereitungs- oder verhüttungsanlagen werden Schadstoffe in die Umwelt ausgetragen und über die Nahrung aufgenommen. Bekannte Resultate großflächiger Verschmutzungen sind beispielsweise die Minamata-Krankheit, die Itai-Itai-Krankheit oder die Gressenicher Krankheit. Geschätzt 2,6 Millionen Menschen sind beispielsweise an der Vergiftung mit Chromsalzen im Oberflächen- und Trinkwasser im Sukinda-Tal der indischen Region Orissa betroffen (siehe dazu auch den Hauptartikel Blacksmith Institute).
Die biologische Bedeutung des Arsens für den Menschen ist noch nicht vollständig geklärt. Es gilt als Spurenelement im Menschen, Mangelerscheinungen wurden aber bisher nur an Tieren nachgewiesen. Der notwendige Bedarf liegt, falls er bestehen sollte, zwischen 5 und 50 µg pro Tag. Dem steht eine tägliche Arsenaufnahme – je nach Wahl der Nahrungsmittel – von bis zu 1 Milligramm gegenüber, die aber als harmlos gilt. Anionisches Arsen tritt als Arsenit ([AsO3]3−) und Arsenat ([AsO4]3−) in vielen Ländern in hohen Konzentrationen im Grundwasser auf. Durch Auswaschungen aus Arsen-haltigen Erzen in Form von drei- und fünfwertigen Ionen trinken weltweit über 100 Millionen Menschen belastetes Wasser. Besonders in Indien, Bangladesch und Thailand, wo im 20. Jahrhundert mit internationaler Unterstützung zahlreiche Brunnen gegraben wurden, um von mit Krankheitserregern kontaminiertem Oberflächenwasser auf Grundwasser ausweichen zu können, führte diese unerkannte Belastung des Trinkwassers bei weiten Teilen der betroffenen Bevölkerung zu chronischer Arsenvergiftung.
Bis ins 19. Jahrhundert gehörten Mutterkorn-Massenvergiftungen zum Alltag, hervorgerufen durch einen Schadpilz auf Brot- und Futtergetreide. Vereinzelt gab es auch noch im 20. Jahrhundert Fälle von Vergiftungen. In den Jahren 1926 und 1927 kam es in der Sowjetunion zu Massenvergiftungen – offiziell gab es über 11.000 Tote durch mutterkornhaltiges Brot. Der letzte, allerdings umstrittene Vergiftungsvorfall soll im Jahr 1951 in Pont-Saint-Esprit (Frankreich) aufgetreten sein, mit 200 Erkrankten und 7 Toten.
Etwa drei Milliarden Menschen haben keinen Zugang zu sauberem Trinkwasser. Unzureichende Versorgung mit sauberem Trinkwasser ist in Entwicklungsländern die Hauptursache für die meisten Krankheiten und Todesfälle, vor allem für die hohe Kindersterblichkeit. Zahlreiche Entwicklungsprojekte widmen sich der Lösung dieses Problems, doch 2–3 Milliarden Menschen werden von keinem dieser Projekte erreicht.
| Land                                                                                                 | %  |  | Land        | %  |  | Land          | %   |  | Land      | %   |  | Land       | %  |
| --- | -- |  | ----------- | -- |  | ------------- | --- |  | --------- | --- |  | ---------- | -- |
| Albanien                                                                                             | 97 |  | Algerien    | 89 |  | Aserbaidschan | 78  |  | Brasilien | 87  |  | Chile      | 93 |
| China                                                                                                | 75 |  | Kuba        | 91 |  | Ägypten       | 97  |  | Indien    | 84  |  | Indonesien | 78 |
| Iran                                                                                                 | 92 |  | Irak        | 85 |  | Kenia         | 57  |  | Nordkorea | 100 |  | Südkorea   | 92 |
| Mexiko                                                                                               | 88 |  | Moldawien   | 92 |  | Marokko       | 80  |  | Mosambik  | 57  |  | Pakistan   | 90 |
| Peru                                                                                                 | 80 |  | Philippinen | 86 |  | Singapur      | 100 |  | Südafrika | 86  |  | Sudan      | 67 |
| Syrien                                                                                               | 80 |  | Türkei      | 82 |  | Uganda        | 52  |  | Venezuela | 83  |  | Simbabwe   | 83 |
| Hinweis: Alle Industriestaaten (aufgeführt bei UNICEF 2000) mit verfügbaren Daten haben 100 % Zugang |    |  |             |    |  |               |     |  |           |     |  |            |    |

Rund 1,5 Millionen Menschen sterben jährlich an verunreinigtem Wasser. Ein Grund dafür ist der Müll, der in Entwicklungsländern nicht entsorgt, sondern unbehandelt in Seen und Flüssen landet. Hinzu kommen fehlende sanitäre Einrichtungen und Abfälle aus der Landwirtschaft, die ungeklärt den Wasserkreislauf verunreinigen. Wasserleitungen, Kläranlagen und Kanalisationen sind in Ländern der Dritten Welt oft nicht vorhanden. Gibt es diese Infrastruktur, ist sie meist marode oder hält dem zunehmenden Bevölkerungswachstum nicht stand. Dennoch ist ein positiver Trend zu erkennen: 1990 waren 77 % der Weltbevölkerung an sichere Trinkwasserquellen angebunden. Zwölf Jahre später waren es bereits 83 %. In Südasien stieg die Anschlussrate von 71 auf 84 %. Im Gebiet südlich der Sahara ist der Fortschritt nicht so rasant: 49 % der Menschen hatten 1990 Zugang zu sauberem Wasser, 2002 waren es 58 % der Menschen. Gerade weil in diesen Regionen die Bevölkerung stark wächst, sind diese Zuwachsraten ein Erfolg. Im ostafrikanischen Staat Tansania stieg der Anteil der Bevölkerung mit Zugang zu sauberem Trinkwasser von 38 % auf 73 %.

## Fehlernährung bei Tieren und Pflanzen
Die tierische Fehlernährung führt ebenfalls zu Mangelsymptomen, bei Hunden ist zum Beispiel ein glanzloses Fell Kennzeichen für Eiweißmangel.
Der Begriff ist auch für die pflanzliche Ernährung durch Bodennährstoffe anwendbar, wobei sich der Ernteertrag nach dem Minimum vorhandener Nährstoffe ausrichtet. Die Erkenntnisse hierzu bildeten eine Grundlage der quantitativen Agrikulturchemie seit Mitte des 19. Jahrhunderts. Zu jener Zeit waren viele Böden in Mitteleuropa durch die starke Nutzung an zahlreichen Nährstoffen verarmt. Die Einführung der Mineraldüngung brachte ganz erhebliche Ertragssteigerungen. Heute sind fünf- bis sechsfach höhere Erträge üblich. Werden die Kulturen jedoch zu stark gedüngt, können die Erträge wieder sinken.
Neben den Kernnährelementen Kohlenstoff, Wasserstoff, Sauerstoff, Stickstoff, Phosphor und weiteren Hauptnährelementen wie Kalium, Schwefel, Calcium, Magnesium gibt es eine Anzahl von Mikronährelementen, deren Wirkungsoptimum oft sehr schmal ist, d. h. nur kleine Mengenunterschiede dieser Spurennährstoffe oder Mikronährstoffe bewirken Mangelerscheinungen oder Überdüngung.
Zur „Fehlernährung“ von Pflanzen zählt man die Überdüngung. Insbesondere durch hohe Stickstoffgaben kommt es im Boden und auch in den Pflanzen zu einer hohen Nitratkonzentration. Diese Nitrate werden im Darm von Mensch und Tier zu gesundheitlich nachteiligen Nitriten reduziert. Werden Gewässer mit Nährstoffen „überernährt“ spricht man von Eutrophierung, bei Böden auch von Versalzung.